# 大甲溪發電廠

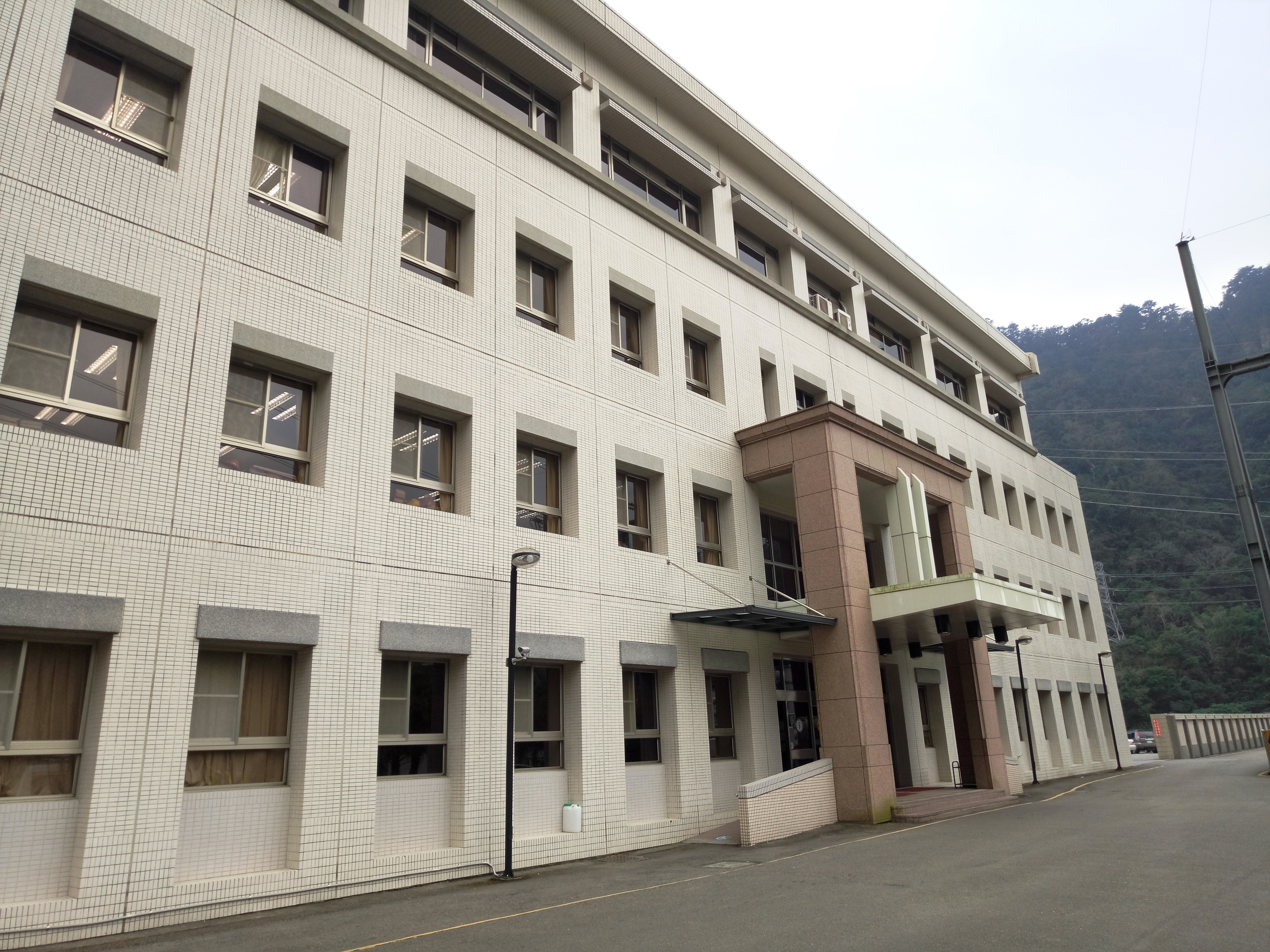
大甲溪發電廠廠本部辦公廳與中央遙控中心。

大甲溪發電廠（全名台灣電力股份有限公司大甲溪發電廠），是座台灣電力公司所轄的水力發電廠。1996年（民國85年）8月1日，將大甲溪主流沿線上，與大安溪的兩座發電廠，共七座電廠及機組合併而成，自上游至下游依序為德基、青山、谷關、天輪（包括新天輪）、馬鞍、社寮及等，以及規劃中的光明抽蓄分廠，其中五座電廠設有水壩或堰堤，自上游至下游依序為德基水庫、青山壩、谷關壩、天輪壩與馬鞍壩等，均以發電需求而調度為主要工作，由臺北與高雄兩地之中央調度中心視各地的核電、火力、水力之發電狀況，如遇供電不足或緊急狀況時，可機動對各地水力電廠與機組調增其水輪機即時啟動運轉發電，以即時補充各地供電需求，大甲溪發電廠等七座發電之效能對台灣電力配置甚為重要，亦具有蓄水與對大甲溪下游之防洪功效。大甲溪發電廠等七座電廠及機組的總裝置容量計1137.165MW，年發電量達26億度電，佔全台灣的水力發電裝置容量約4分之1，相當於水力發電容量40%。

## 沿革

### 日治時期
日月潭水力電氣工事完工啟用後邁入工業化時代，臺灣對於電力需求大增，日本台灣總督府於1941年提出十年電源開發計畫，分別由台灣電力株式會社及東台灣電力興業株式會社執行工業台灣的電源開發計畫。
在臺灣的河川中，大甲溪集水區域廣、流量大、中上游河床陡峻，蘊藏著豐富的水力資源，是電源開發計畫的重心，加上新高港需要大量電力，大甲溪距離較近，可減少送電線路損失，故計畫於大甲溪流域興建發電工程。
「大甲溪綜合開發計畫」預計要興建達見（德基）、下達見（青山）、明治（谷關）、下明治（下谷關）、天冷（天輪）、豐原第一（馬鞍）、豐原第二、豐原第三等八座發電所。1941年1月，天冷水力發電所開工，1942年大甲溪水力開發計畫成形，1943年並舉行開工典禮。不過隨著太平洋戰爭爆發，戰爭益趨劇烈，戰事日漸吃緊，資金及人力漸缺，1944年10月宣布停工，水力發電工程暫告停頓，當時天冷發電所土木工程已經完成了七成以上。二次大戰末期，盟軍為切斷期補給線，以台灣為轟炸目標，天冷水力工程也不能倖免，不過受損較為輕微。

### 省政府時期
1945年日本投降，國民政府來台，成立臺灣電力公司，展開電力復原及開發的工作。臺電於1948年成立天冷工程處。1950年韓戰爆發，美援物資開始運往臺灣，臺電是美援重點資助的主要機關之一，其中位於大甲溪的天輪發電廠是臺電第一座獲得美援的大手筆資助之工程，1950年動工興建，並獲得美援支援工程費用及運輸設備及鋼管，工程於1952年9月21日竣工。

### 現今
大甲溪發電廠原有五個各自獨立的發電單位，1996年（民國85年）8月因應臺電公司人力精簡計畫，將大甲溪主流沿線上德基、青山、谷關、天輪（包括新天輪）、馬鞍、社寮及引用大安溪水的百年后里電廠等七座電廠及機組合併成大甲溪發電廠，行政管理及集中遙控中心設於天輪分廠，是目前台灣最大的慣常水力發電廠，總裝置容量達110萬KW以上，共有五個主要水壩及七個電廠。除了發電功能外，更負責大台中地區防汛、滯洪、灌溉、科技工業用水及一般民生用水的供給。1999年921大地震，造成大甲溪沿岸地質破碎，原有邊坡落石情況益形嚴重。後續幾次颱風豪雨，引發土石流，大量砂石淤積於大甲溪河床，墊高河床。2001年桃芝颱風造成谷關分廠發電設備全毀、2004年敏督利颱風造成青山分廠發電設備無法修復，其他德基、天輪各廠，廠房都受不等程度的淹水，整個大甲溪發電系統幾近停擺。目前德基、天輪、馬鞍等廠已修復，谷關分廠亦已更新機組，於2008年完成復建；青山分廠則進行復建中，預定2015年底陸續完成併聯發電。

## 歷任廠長
| 1                      | 李乙           | 1952年9月1日 - 1955年10月1日   | 天輪發電總廠首任主任。               | 1                             | 張兆麟                                                                             | 1963年1月 - 1970年4月10日                                                          | 谷關發電廠首任廠長，調任下達見發電廠首任廠長。                                     | 1                                                                                  | 張兆麟                                                                             | 1970年4月10日 - 1978年7月29日                                                      | 下達見發電廠首任廠長。                                                             | 1                                                                                  | 常士宣                                                                             | 1973年1月11日                                                                      | 德基發電廠首任廠長。                                                               |                                                                                    |                                                                                    |
| 2                      | 柴繼先         | 1955年10月1日 - 1958年7月1日   | 調任東部發電區管理處處長。           | 2                             | 柴繼先                                                                             | 1970年4月10日 - 1973年11月1日                                                      | 東部發電區管理處處長調任，調任大觀發電廠廠長。                                     | 2                                                                                  | 黃振淼                                                                             | 1978年7月29日 - 1980年7月1日                                                       | 谷關發電廠廠長調任，調任德基發電廠廠長。                                           | 2                                                                                  | 黃振淼                                                                             | 1980年7月1日 - 1991年6月1日                                                        | 下達見發電廠調任，德基發電廠退休。                                                 |                                                                                    |                                                                                    |
| 天輪發電總廠廠長       |                |                                |                                      |                               |                                                                                    |                                                                                    |                                                                                    |                                                                                    |                                                                                    |                                                                                    |                                                                                    |                                                                                    |                                                                                    |                                                                                    |                                                                                    |                                                                                    |                                                                                    |
| 3                      | 黎承祖         | 1958年7月1日 - 1967年7月1日    | 調任石門發電廠廠長。                 | 3                             | 黃振淼                                                                             | 1973年1月11日 - 1978年7月29日                                                      | 天輪發電總廠廠長調任，調任下達見發電廠廠長。                                       | 3                                                                                  | 廖代榮                                                                             | 1980年7月1日 - 1994年11月1日                                                       | 谷關發電廠廠長調任。                                                               | 3                                                                                  | 林再卿                                                                             | 1991年6月1日 - 1993年4月1日                                                        | 石門發電廠廠長調任，調任大觀發電廠廠長。                                           |                                                                                    |                                                                                    |
|                        |                |                                |                                      |                               |                                                                                    |                                                                                    |                                                                                    | 德基兼任青山發電廠廠長                                                             |                                                                                    |                                                                                    |                                                                                    |                                                                                    |                                                                                    |                                                                                    |                                                                                    |                                                                                    |                                                                                    |
| 4                      | 黃振淼         | 1967年7月1日 - 1973年1月11日   | 調任谷關發電廠廠長。                 | 4                             | 廖榮代                                                                             | 1978年7月29日 - 1980年7月1日                                                       | 調任青山發電廠廠長。                                                               |                                                                                    |                                                                                    |                                                                                    |                                                                                    | 4                                                                                  | 廖定遠                                                                             | 1993年4月1日 - 1996年2月1日                                                        | 谷關發電廠廠長調任。                                                               |                                                                                    |                                                                                    |
| 5                      | 林再卿         | 1973年1月11日 - 1980年10月30日 | 天輪發電廠兼任后里、社寮發電廠廠長。 | 5                             | 周映偉                                                                             | 1980年7月1日 - 1980年10月30日                                                      |                                                                                    |                                                                                    |                                                                                    |                                                                                    |                                                                                    | 5                                                                                  | 連曾明                                                                             | 1996年2月1日 - 1996年8月1日                                                        | 谷關發電廠廠長調任，升任大甲溪發電廠首任廠長。                                     |                                                                                    |                                                                                    |
| 6                      | 連曾明         | 1989年6月1日 - 1993年4月1日    | 調任谷關發電廠廠長。                 | 6                             | 林再卿                                                                             | 1980年10月30日 - 1989年6月2日                                                      | 天輪發電廠廠長調任，調任石門發電廠廠長。                                           |                                                                                    |                                                                                    |                                                                                    |                                                                                    |                                                                                    |                                                                                    |                                                                                    |                                                                                    |                                                                                    |                                                                                    |
| 7                      | 丁世凱         | 1993年4月1日 - 1993年10月28日  | 於新天輪發電廠爆炸案中因公殉職。     | 7                             | 廖定遠                                                                             | 1989年6月2日 - 1993年4月1日                                                        | 調任德基發電廠廠長。                                                               |                                                                                    |                                                                                    |                                                                                    |                                                                                    |                                                                                    |                                                                                    |                                                                                    |                                                                                    |                                                                                    |                                                                                    |
| 谷關兼任天輪發電廠廠長 |                |                                |                                      |                               |                                                                                    |                                                                                    |                                                                                    |                                                                                    |                                                                                    |                                                                                    |                                                                                    |                                                                                    |                                                                                    |                                                                                    |                                                                                    |                                                                                    |                                                                                    |
|                        |                |                                |                                      | 8                             | 吳木麟                                                                             | 1996年2月1日 - 1996年8月1日                                                        | 1996年8月合併大甲溪發電廠後，任副廠長。                                            |                                                                                    |                                                                                    |                                                                                    |                                                                                    |                                                                                    |                                                                                    |                                                                                    |                                                                                    |                                                                                    |                                                                                    |
| 任別                   | 姓名           | 姓名                           | 任期                                 | 任期                          | 備註                                                                               | 備註                                                                               | 備註                                                                               | 備註                                                                               | 備註                                                                               | 備註                                                                               | 備註                                                                               | 備註                                                                               | 備註                                                                               | 備註                                                                               | 備註                                                                               | 備註                                                                               | 備註                                                                               |
| 大甲溪發電廠廠長       |                |                                |                                      |                               |                                                                                    |                                                                                    |                                                                                    |                                                                                    |                                                                                    |                                                                                    |                                                                                    |                                                                                    |                                                                                    |                                                                                    |                                                                                    |                                                                                    |                                                                                    |
| 1                      | 連曾明         | 連曾明                         | 1996年8月1日 - 2003年7月16日         | 1996年8月1日 - 2003年7月16日  | 德基、青山、谷關、天輪、后里等電廠合併大甲溪發電廠後首任廠長，調任明潭發電廠廠長。 | 德基、青山、谷關、天輪、后里等電廠合併大甲溪發電廠後首任廠長，調任明潭發電廠廠長。 | 德基、青山、谷關、天輪、后里等電廠合併大甲溪發電廠後首任廠長，調任明潭發電廠廠長。 | 德基、青山、谷關、天輪、后里等電廠合併大甲溪發電廠後首任廠長，調任明潭發電廠廠長。 | 德基、青山、谷關、天輪、后里等電廠合併大甲溪發電廠後首任廠長，調任明潭發電廠廠長。 | 德基、青山、谷關、天輪、后里等電廠合併大甲溪發電廠後首任廠長，調任明潭發電廠廠長。 | 德基、青山、谷關、天輪、后里等電廠合併大甲溪發電廠後首任廠長，調任明潭發電廠廠長。 | 德基、青山、谷關、天輪、后里等電廠合併大甲溪發電廠後首任廠長，調任明潭發電廠廠長。 | 德基、青山、谷關、天輪、后里等電廠合併大甲溪發電廠後首任廠長，調任明潭發電廠廠長。 | 德基、青山、谷關、天輪、后里等電廠合併大甲溪發電廠後首任廠長，調任明潭發電廠廠長。 | 德基、青山、谷關、天輪、后里等電廠合併大甲溪發電廠後首任廠長，調任明潭發電廠廠長。 | 德基、青山、谷關、天輪、后里等電廠合併大甲溪發電廠後首任廠長，調任明潭發電廠廠長。 | 德基、青山、谷關、天輪、后里等電廠合併大甲溪發電廠後首任廠長，調任明潭發電廠廠長。 |
| 2                      | 陳志誠         | 陳志誠                         | 2003年7月16日 - 2005年12月2日        | 2003年7月16日 - 2005年12月2日 | 調任總管理處。                                                                     | 調任總管理處。                                                                     | 調任總管理處。                                                                     | 調任總管理處。                                                                     | 調任總管理處。                                                                     | 調任總管理處。                                                                     | 調任總管理處。                                                                     | 調任總管理處。                                                                     | 調任總管理處。                                                                     | 調任總管理處。                                                                     | 調任總管理處。                                                                     | 調任總管理處。                                                                     | 調任總管理處。                                                                     |
| 3                      | 黃萬枝         | 黃萬枝                         | 2005年12月2日 - 2011年2月1日         | 2005年12月2日 - 2011年2月1日  | 石門發電廠廠長升任，大甲溪發電廠退休。                                             | 石門發電廠廠長升任，大甲溪發電廠退休。                                             | 石門發電廠廠長升任，大甲溪發電廠退休。                                             | 石門發電廠廠長升任，大甲溪發電廠退休。                                             | 石門發電廠廠長升任，大甲溪發電廠退休。                                             | 石門發電廠廠長升任，大甲溪發電廠退休。                                             | 石門發電廠廠長升任，大甲溪發電廠退休。                                             | 石門發電廠廠長升任，大甲溪發電廠退休。                                             | 石門發電廠廠長升任，大甲溪發電廠退休。                                             | 石門發電廠廠長升任，大甲溪發電廠退休。                                             | 石門發電廠廠長升任，大甲溪發電廠退休。                                             | 石門發電廠廠長升任，大甲溪發電廠退休。                                             | 石門發電廠廠長升任，大甲溪發電廠退休。                                             |
| 4                      | 謝鵬洲         | 謝鵬洲                         | 2011年2月1日 - 2013年10月1日         | 2011年2月1日 - 2013年10月1日  | 卓蘭發電廠廠長升任，調任明潭發電廠廠長。                                           | 卓蘭發電廠廠長升任，調任明潭發電廠廠長。                                           | 卓蘭發電廠廠長升任，調任明潭發電廠廠長。                                           | 卓蘭發電廠廠長升任，調任明潭發電廠廠長。                                           | 卓蘭發電廠廠長升任，調任明潭發電廠廠長。                                           | 卓蘭發電廠廠長升任，調任明潭發電廠廠長。                                           | 卓蘭發電廠廠長升任，調任明潭發電廠廠長。                                           | 卓蘭發電廠廠長升任，調任明潭發電廠廠長。                                           | 卓蘭發電廠廠長升任，調任明潭發電廠廠長。                                           | 卓蘭發電廠廠長升任，調任明潭發電廠廠長。                                           | 卓蘭發電廠廠長升任，調任明潭發電廠廠長。                                           | 卓蘭發電廠廠長升任，調任明潭發電廠廠長。                                           | 卓蘭發電廠廠長升任，調任明潭發電廠廠長。                                           |
| 5                      | 鄭郁邦         | 鄭郁邦                         | 2013年10月1日 - 2015年10月1日        | 2013年10月1日 - 2015年10月1日 | 發電處水力副處長升任，大甲溪發電廠退休。                                           | 發電處水力副處長升任，大甲溪發電廠退休。                                           | 發電處水力副處長升任，大甲溪發電廠退休。                                           | 發電處水力副處長升任，大甲溪發電廠退休。                                           | 發電處水力副處長升任，大甲溪發電廠退休。                                           | 發電處水力副處長升任，大甲溪發電廠退休。                                           | 發電處水力副處長升任，大甲溪發電廠退休。                                           | 發電處水力副處長升任，大甲溪發電廠退休。                                           | 發電處水力副處長升任，大甲溪發電廠退休。                                           | 發電處水力副處長升任，大甲溪發電廠退休。                                           | 發電處水力副處長升任，大甲溪發電廠退休。                                           | 發電處水力副處長升任，大甲溪發電廠退休。                                           | 發電處水力副處長升任，大甲溪發電廠退休。                                           |
| 6                      | 俞仲英         | 俞仲英                         | 2015年10月1日 - 2017年11月1日        | 2015年10月1日 - 2017年11月1日 | 東部發電廠廠長調任，大甲溪發電廠退休。                                             | 東部發電廠廠長調任，大甲溪發電廠退休。                                             | 東部發電廠廠長調任，大甲溪發電廠退休。                                             | 東部發電廠廠長調任，大甲溪發電廠退休。                                             | 東部發電廠廠長調任，大甲溪發電廠退休。                                             | 東部發電廠廠長調任，大甲溪發電廠退休。                                             | 東部發電廠廠長調任，大甲溪發電廠退休。                                             | 東部發電廠廠長調任，大甲溪發電廠退休。                                             | 東部發電廠廠長調任，大甲溪發電廠退休。                                             | 東部發電廠廠長調任，大甲溪發電廠退休。                                             | 東部發電廠廠長調任，大甲溪發電廠退休。                                             | 東部發電廠廠長調任，大甲溪發電廠退休。                                             | 東部發電廠廠長調任，大甲溪發電廠退休。                                             |
| 7                      | 楊桂浪         | 楊桂浪                         | 2017年11月1日 - 2019年8月1日         | 2017年11月1日 - 2019年8月1日  | 石門發電廠廠長升任，大甲溪發電廠退休。                                             | 石門發電廠廠長升任，大甲溪發電廠退休。                                             | 石門發電廠廠長升任，大甲溪發電廠退休。                                             | 石門發電廠廠長升任，大甲溪發電廠退休。                                             | 石門發電廠廠長升任，大甲溪發電廠退休。                                             | 石門發電廠廠長升任，大甲溪發電廠退休。                                             | 石門發電廠廠長升任，大甲溪發電廠退休。                                             | 石門發電廠廠長升任，大甲溪發電廠退休。                                             | 石門發電廠廠長升任，大甲溪發電廠退休。                                             | 石門發電廠廠長升任，大甲溪發電廠退休。                                             | 石門發電廠廠長升任，大甲溪發電廠退休。                                             | 石門發電廠廠長升任，大甲溪發電廠退休。                                             | 石門發電廠廠長升任，大甲溪發電廠退休。                                             |
| 8                      | 洪文和         | 洪文和                         | 2019年8月1日 - 2022年12月1日         | 2019年8月1日 - 2022年12月1日  | 卓蘭發電廠升任，大甲溪發電廠退休。                                                 | 卓蘭發電廠升任，大甲溪發電廠退休。                                                 | 卓蘭發電廠升任，大甲溪發電廠退休。                                                 | 卓蘭發電廠升任，大甲溪發電廠退休。                                                 | 卓蘭發電廠升任，大甲溪發電廠退休。                                                 | 卓蘭發電廠升任，大甲溪發電廠退休。                                                 | 卓蘭發電廠升任，大甲溪發電廠退休。                                                 | 卓蘭發電廠升任，大甲溪發電廠退休。                                                 | 卓蘭發電廠升任，大甲溪發電廠退休。                                                 | 卓蘭發電廠升任，大甲溪發電廠退休。                                                 | 卓蘭發電廠升任，大甲溪發電廠退休。                                                 | 卓蘭發電廠升任，大甲溪發電廠退休。                                                 | 卓蘭發電廠升任，大甲溪發電廠退休。                                                 |
| 9                      | 劉演鎮（現任） | 劉演鎮（現任）                 | 2022年12月1日 -                      | 2022年12月1日 -               | 明潭兼大觀發電廠廠長調任。                                                         | 明潭兼大觀發電廠廠長調任。                                                         | 明潭兼大觀發電廠廠長調任。                                                         | 明潭兼大觀發電廠廠長調任。                                                         | 明潭兼大觀發電廠廠長調任。                                                         | 明潭兼大觀發電廠廠長調任。                                                         | 明潭兼大觀發電廠廠長調任。                                                         | 明潭兼大觀發電廠廠長調任。                                                         | 明潭兼大觀發電廠廠長調任。                                                         | 明潭兼大觀發電廠廠長調任。                                                         | 明潭兼大觀發電廠廠長調任。                                                         | 明潭兼大觀發電廠廠長調任。                                                         | 明潭兼大觀發電廠廠長調任。                                                         |

## 旗下分廠及機組
| 大甲溪發電廠大甲溪流域系統圖（不含社寮機組） |

### 德基分廠
大甲溪發電廠德基分廠，全名為台灣電力股份有限公司大甲溪發電廠德基分廠，簡稱德基發電廠，是一座位於臺灣台中市和平區內的水力發電廠，位於大甲溪上游，隸屬於台灣電力公司的大甲溪發電廠管理，利用德基水庫所擷取之大甲溪溪水進行發電，為一水庫式發電，發電量達到23萬4千瓩（234MW），年平均發電量達3.6億度，在大甲溪發電廠系列中僅次於青山發電廠，同時也是大甲溪流域電力開發的樞紐。

### 青山分廠
青山發電廠（全名：台灣電力股份有限公司大甲溪發電廠青山分廠），是臺灣的一座水力發電廠，位於臺中市和平區，即大甲溪中游達見峽谷的下游，為大甲溪發電廠系列中的其中一座分廠，是臺灣裝置容量最大的慣常水力發電廠。2004年七二水災造成廠房淹水受損嚴重，2009年展開復建工程，預計2015年底商轉。

### 谷關分廠
大甲溪發電廠谷關分廠（全名：台灣電力股份有限公司大甲溪發電廠谷關分廠，簡稱谷關發電廠）是座位於台中市和平區內的水力發電廠，隸屬於台灣電力公司的管理之下，利用谷關水庫所擷取之大甲溪河水進行發電，為一水庫式發電。目前，在2008年重建後發電量達到21萬2800千瓦（212.8MW），是為大甲溪發電廠系列中的其中一座機組。

### 天輪分廠
天輪發電廠，全名為台灣電力公司大甲溪發電廠天輪分廠，簡稱天輪電廠或天輪分廠，是台灣電力公司大甲溪發電廠所管理的水力發電廠，位於台灣台中市和平區天輪里，即大甲溪中游與支流東卯溪合流處、中部橫貫公路22.5公里處，為大甲溪流域水力發電系統中最先興建之發電廠，目前包括天輪電廠及新天輪電廠，而大甲溪發電廠之行政中心及遙控中心亦設於天輪分廠。

### 馬鞍機組
馬鞍發電廠，全名為台灣電力股份有限公司大甲溪發電廠馬鞍機組，又稱為馬鞍水力發電廠或馬鞍電廠，是台灣電力公司所管理的一座水力發電廠，位於台灣台中市和平區馬鞍寮，即位於大甲溪中游的天輪發電廠後池旁，隸屬於大甲溪發電廠。

### 社寮機組
大甲溪發電廠社寮機組，又稱為社寮角發電廠，是臺灣的一座小型水力發電廠，位於臺中市石岡區萬興里社寮角，興建於台灣日治時期的1922年，目前隸屬於台灣電力公司大甲溪發電廠，是大甲溪水系第一座水力電廠。

### 后里機組
后里發電廠，全名為台灣電力股份有限公司大甲溪發電廠后里機組，又稱為后里水力發電廠或后里電廠，是台灣電力公司所管理的一座水力發電廠，位於臺灣台中市后里區，大安溪左岸，台13線尖豐公路旁，鄰近台灣自來水公司鯉魚潭給水廠。

### 后里低落差示範電廠（代營運）
位於臺中市后里區。由農田水利署台中管理處所擁有，廠內設有一部裝置容量110KW感應式發電機，由一部貫流式水輪機帶動，並且目前委託台灣電力公司大甲溪發電廠代為營運。所發電後的利潤則再做為回饋金供給台中農田水利會。而該發電廠也是全臺灣唯二的低落差微型水力發電廠。

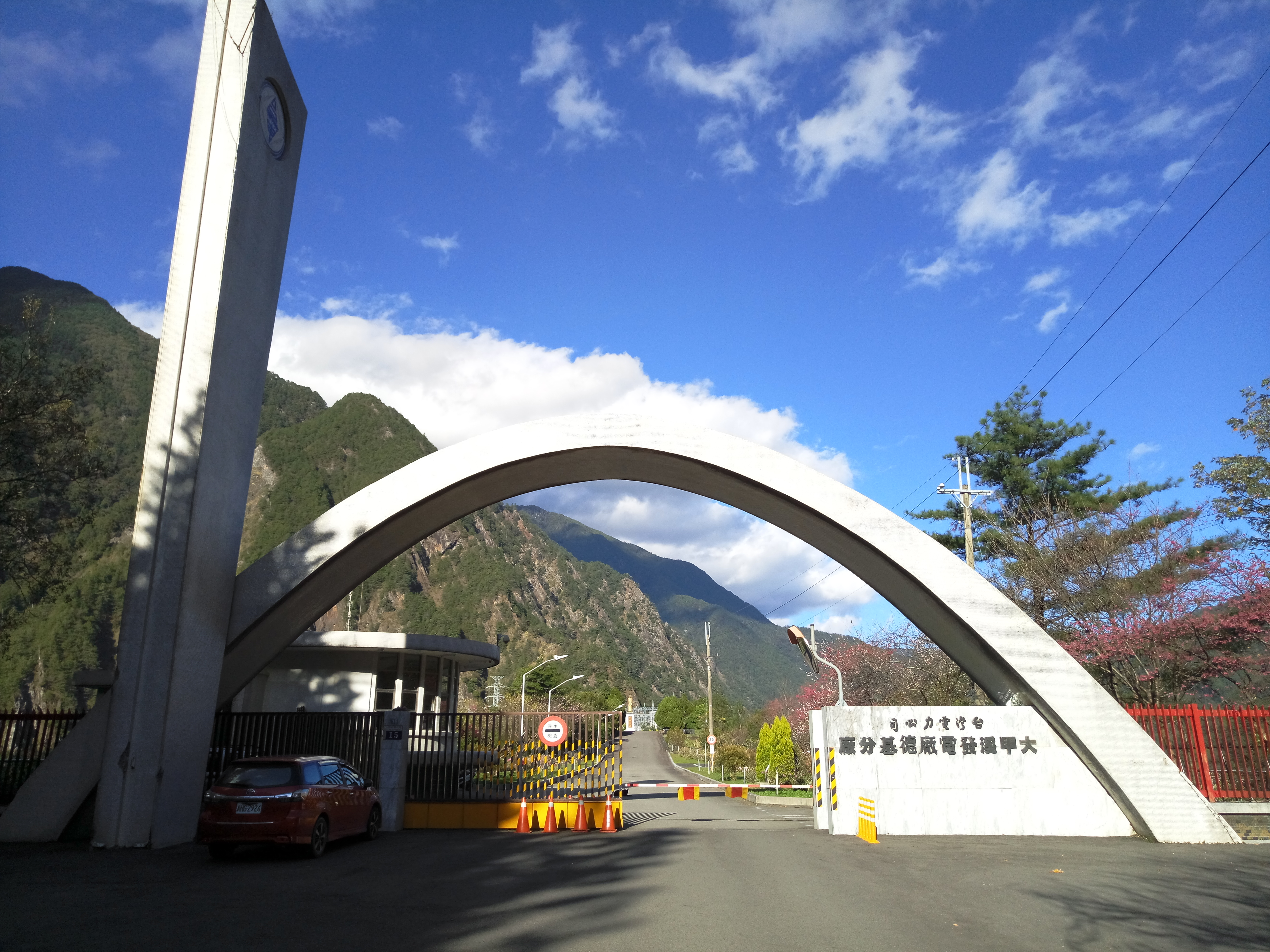
德基分廠大門外觀。
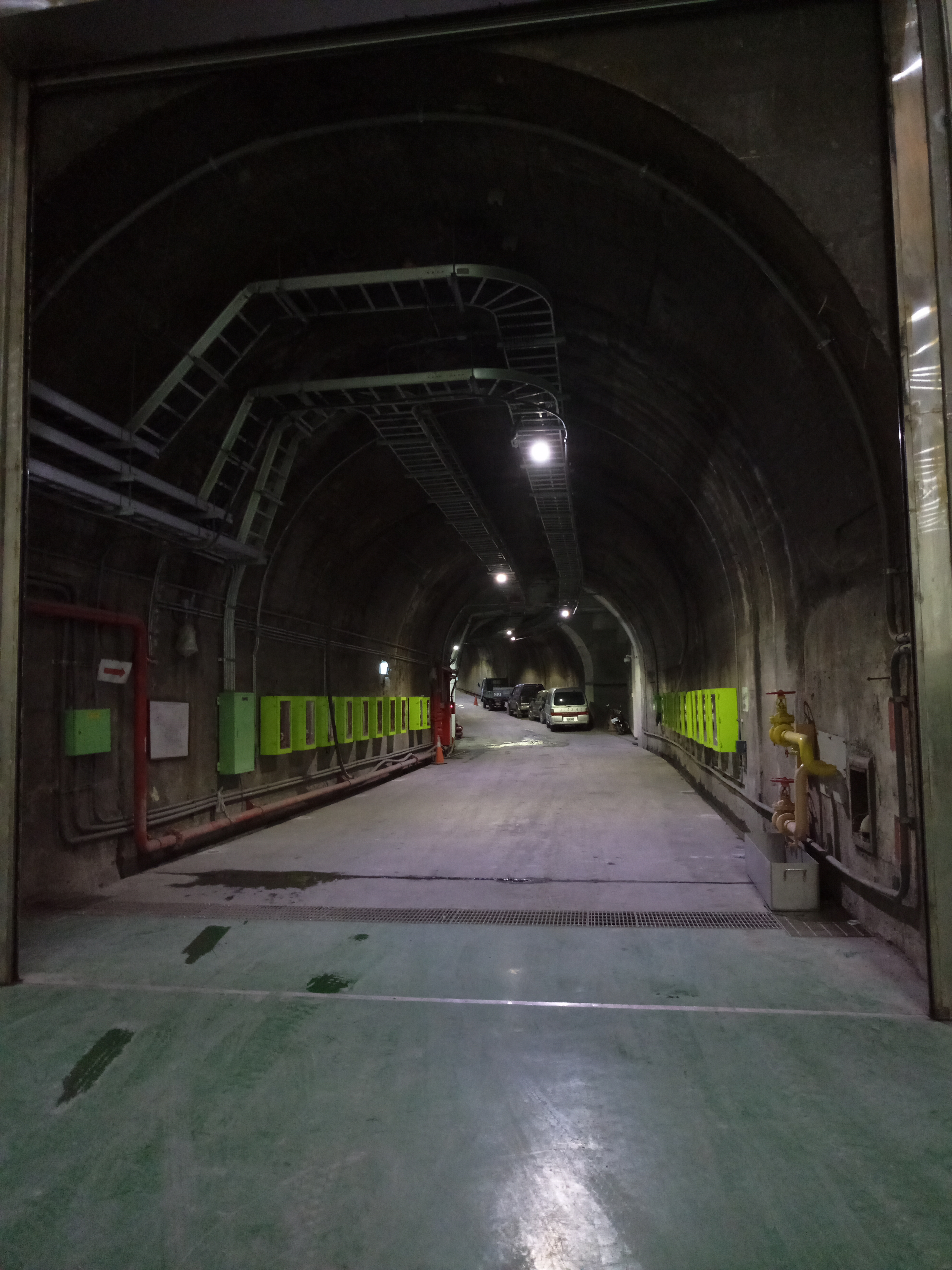
青山分廠地下廠房通達隧道。
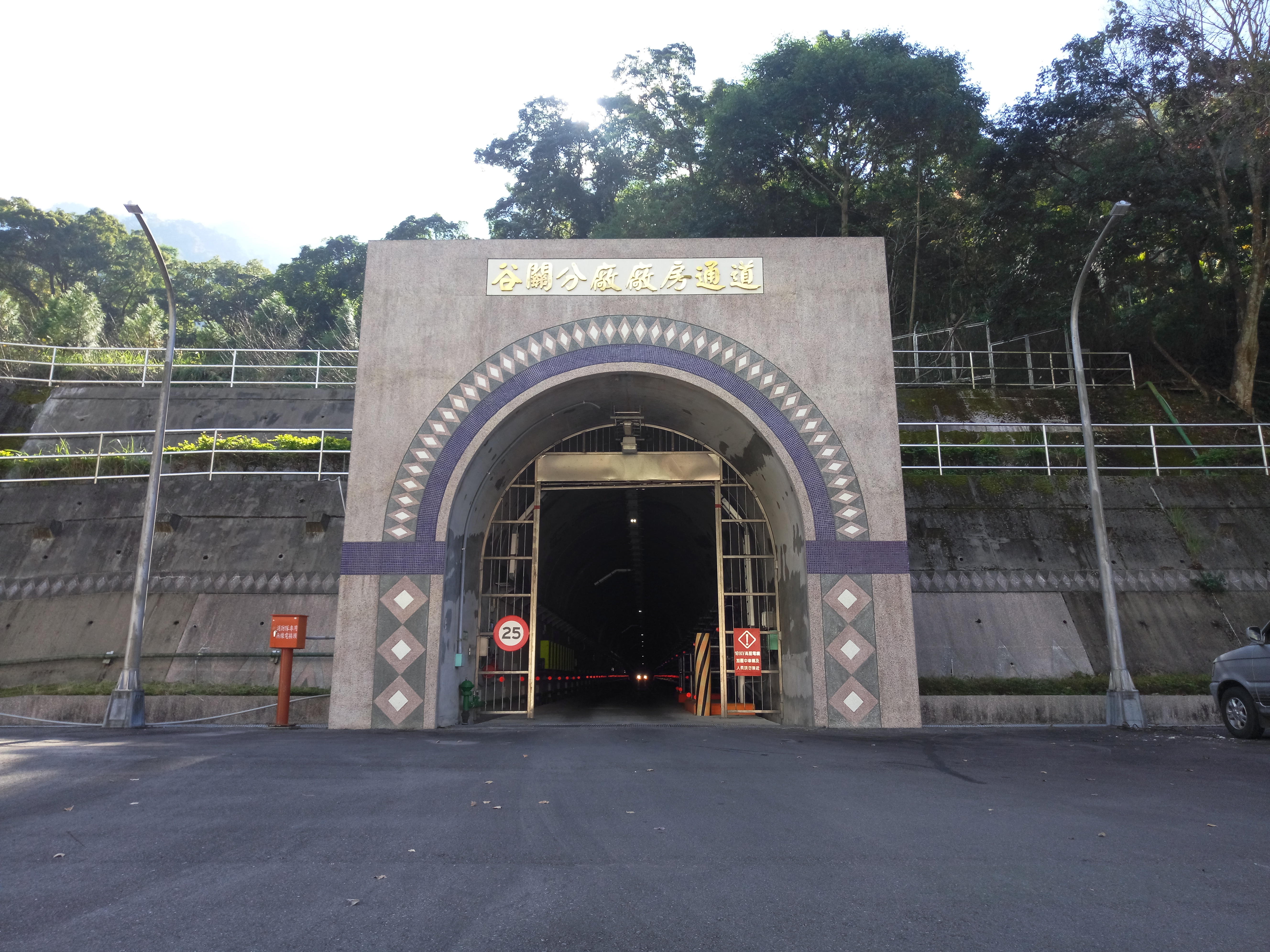
谷關分廠地下廠房通道入口。
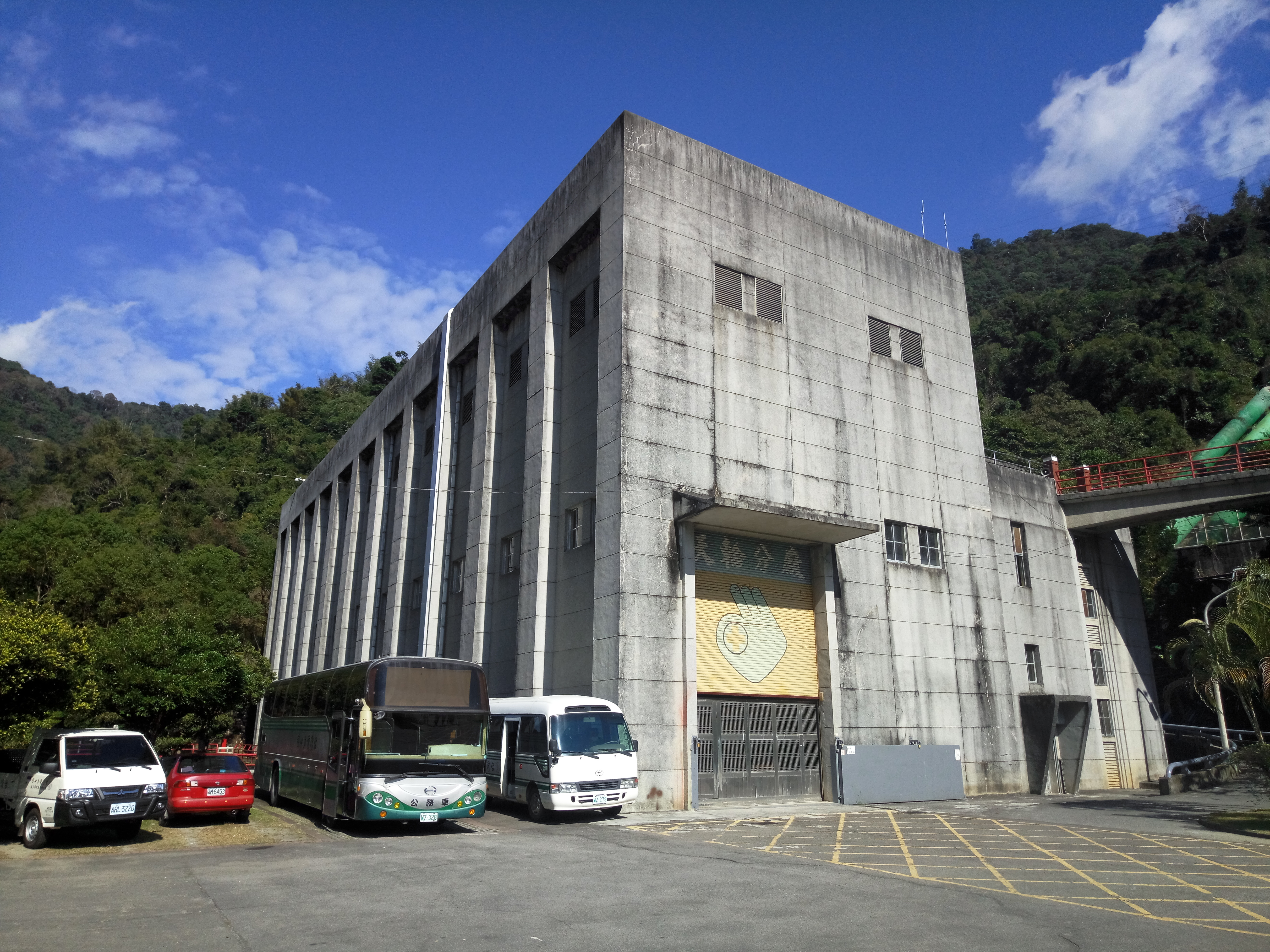
天輪分廠1號至4號機發電廠房外觀。
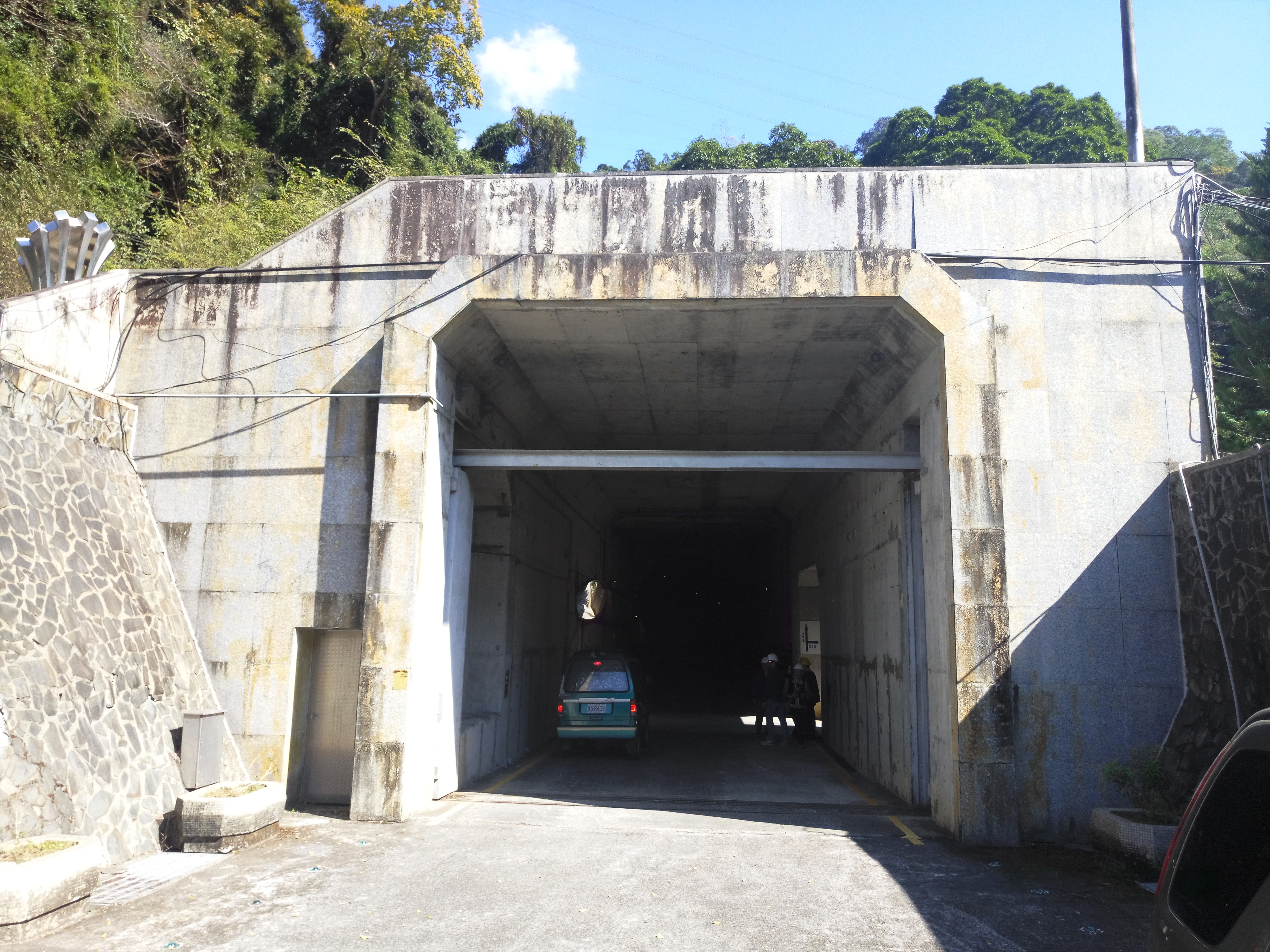
天輪分廠5號機地下廠房通道入口。
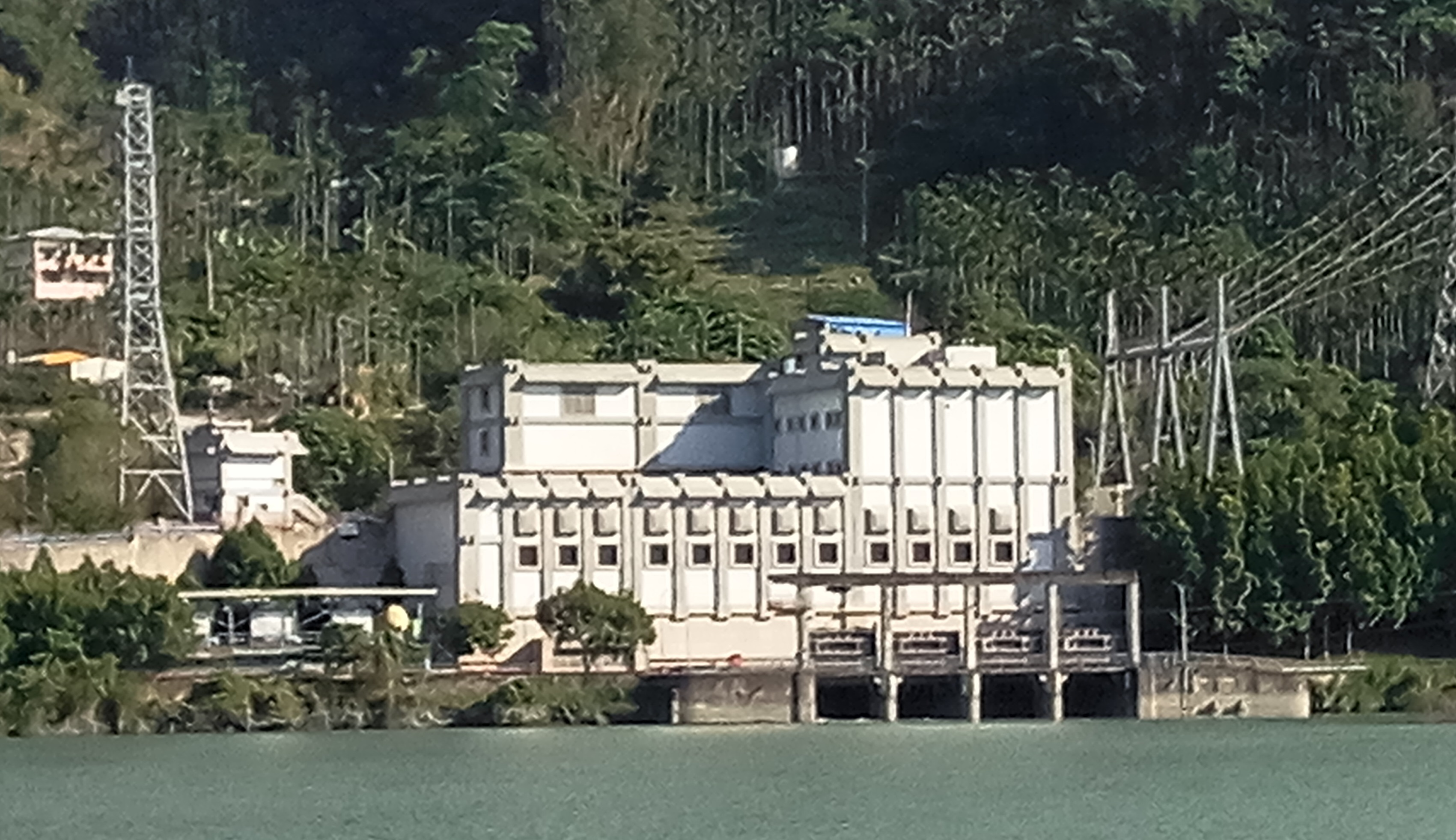
馬鞍機組發電廠房遠觀。
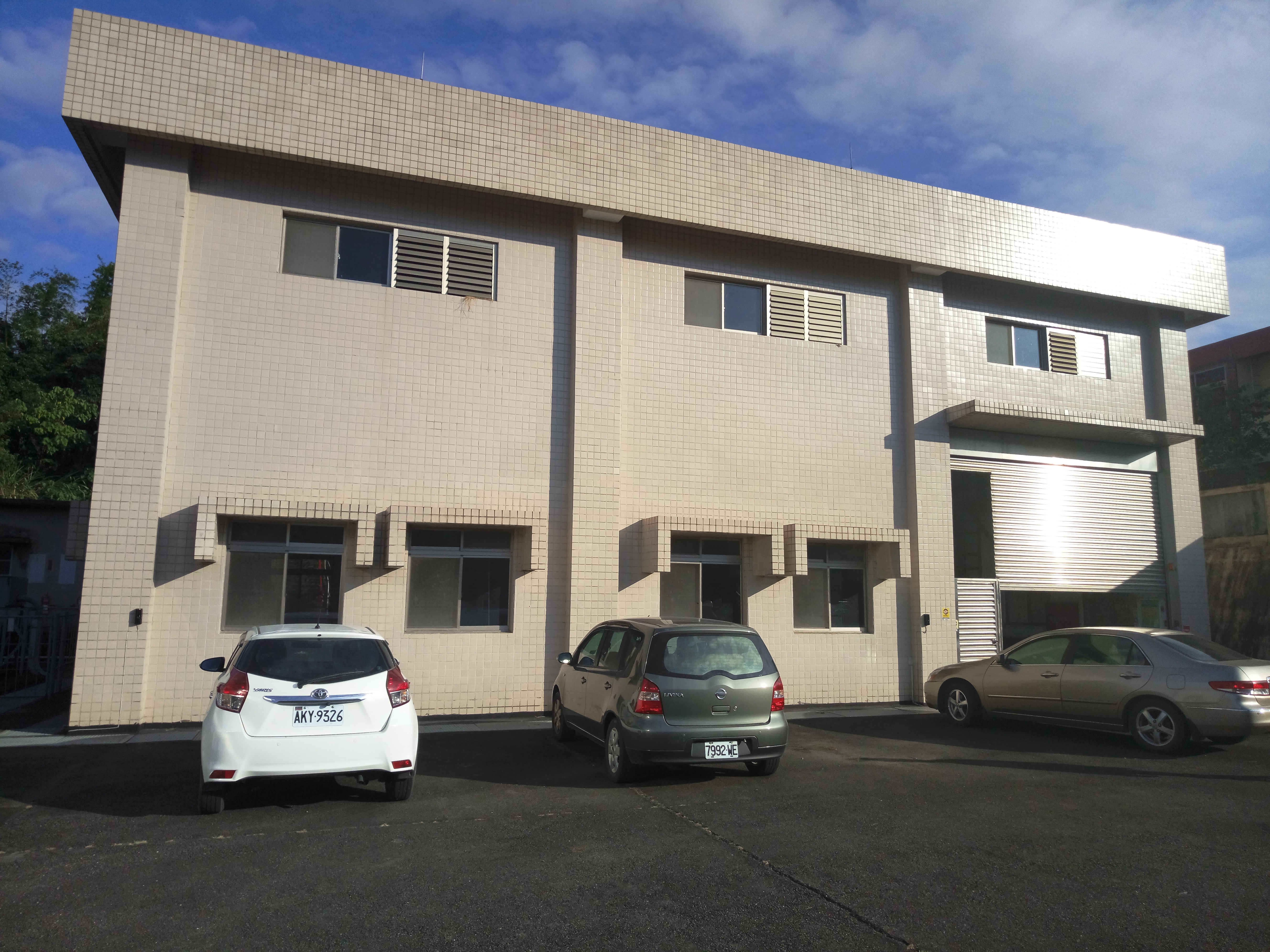
社寮機組發電廠房外觀。
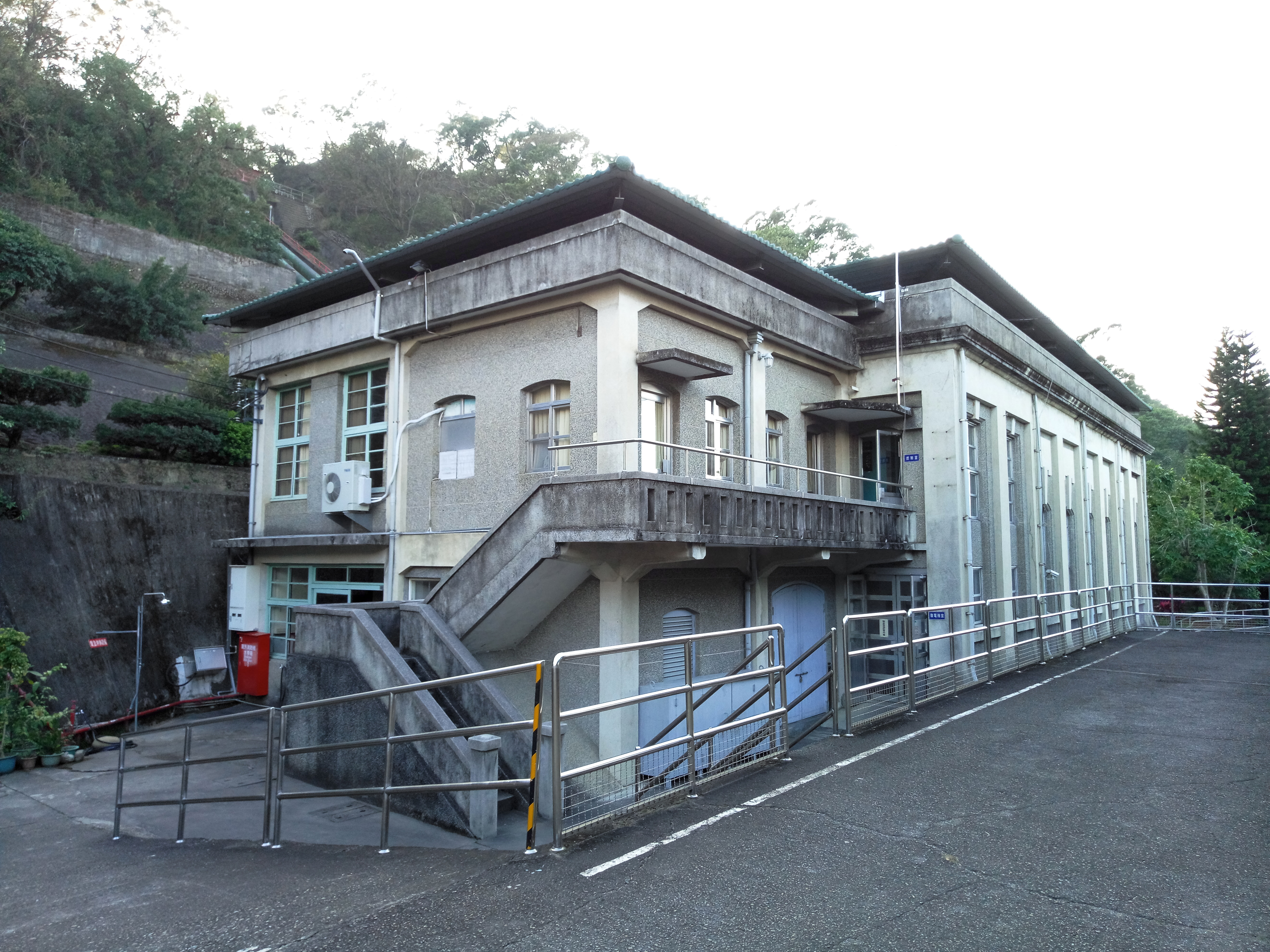
后里機組發電廠房外觀。
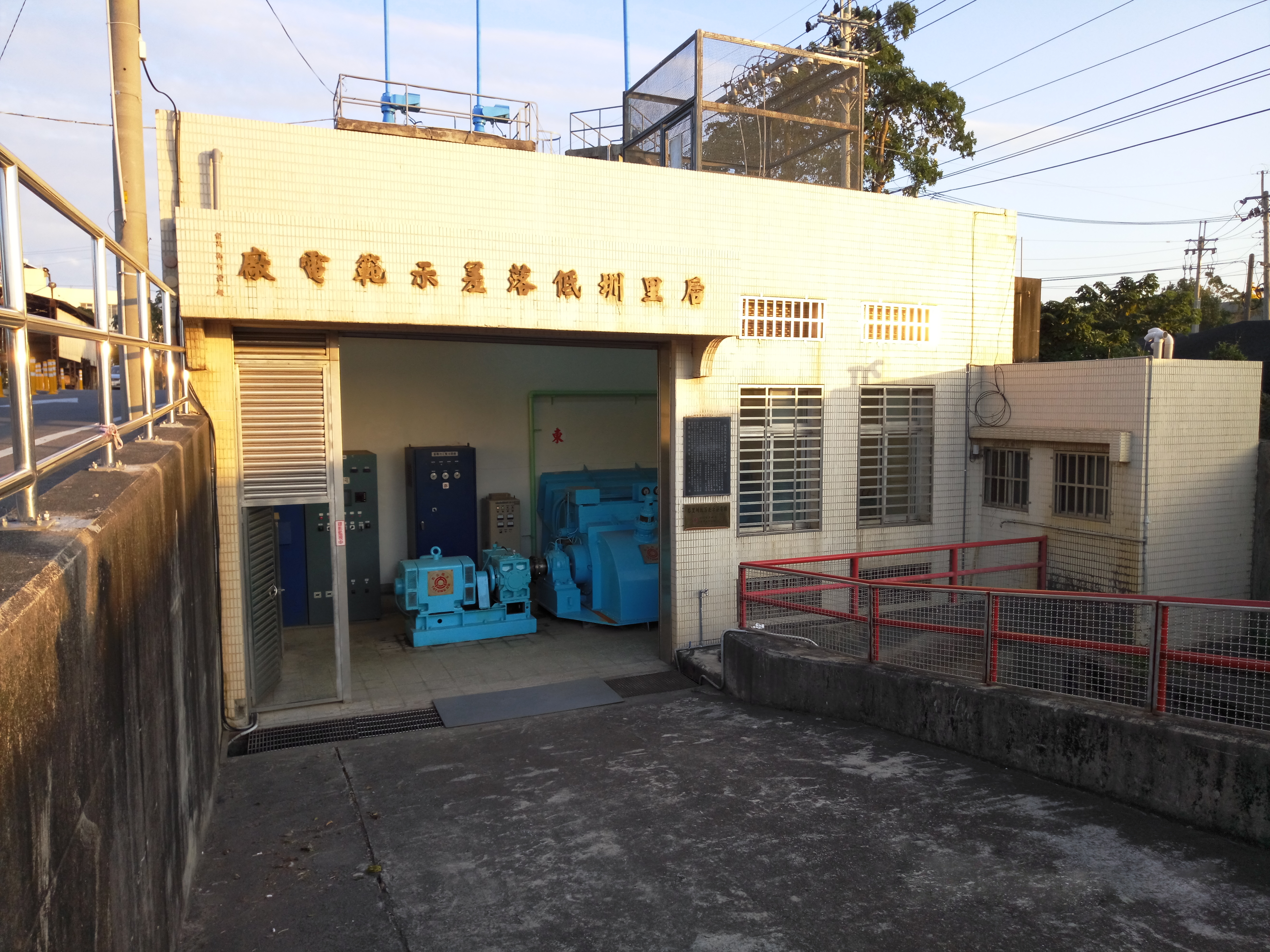
后里圳低落差示範電廠廠房外觀。

| 名稱                   | 發電機組型號                             | 機組數量 | 發電方式     | 設計水頭（公尺） | 單部機組流量（CMS） | 容量（MW） | 所屬水系 | 位置         | 啟用年代                  | 引用水壩 | 機組照片 | 狀態   |
| ---------------------- | ---------------------------------------- | -------- | ------------ | ---------------- | ------------------- | ---------- | -------- | ------------ | ------------------------- | -------- | -------- | ------ |
| 德基分廠               | 法蘭西斯豎軸水輪發電機組                 | 3        | 水庫式發電   | 163              | 72.5                | 234        | 大甲溪   | 臺中市和平區 | 1974年                    | 德基水庫 |          | 運轉中 |
| 青山分廠               | 法蘭西斯豎軸水輪發電機組                 | 4        | 調整池式發電 | 275              | 150                 | 360        | 大甲溪   | 臺中市和平區 | 1970年 （2015年重建完工） | 青山壩   |          | 運轉中 |
| 谷關分廠               | 法蘭西斯豎軸水輪發電機組                 | 4        | 水庫式發電   | 172.7            | 34.5                | 217.8      | 大甲溪   | 臺中市和平區 | 1961年 （2008年重建完工） | 谷關壩   |          | 運轉中 |
| 天輪分廠               | （1號至4號機） 法蘭西斯豎軸水輪發電機組  | 4        | 調整池式發電 | 171              | 68                  | 90         | 大甲溪   | 臺中市和平區 | 1952年                    | 天輪壩   |          | 運轉中 |
| 天輪分廠               | （5號機） 法蘭西斯豎軸水輪發電機組       | 1        | 調整池式發電 | 176              | 70                  | 105        | 大甲溪   | 臺中市和平區 | 1996年                    | 天輪壩   |          | 運轉中 |
| 馬鞍機組               | 法蘭西斯豎軸水輪發電機組                 | 2        | 調整池式發電 | 106.85           | 72.25               | 133.5      | 大甲溪   | 臺中市和平區 | 1998年7月                 | 馬鞍壩   |          | 運轉中 |
| 社寮機組               | 法蘭西斯橫軸圓錐單吸出尾水管型水輪發電機 | 1        | 川流式發電   | 27.3             | 4.5                 | 0.9        | 大甲溪   | 臺中市石岡區 | 1922年                    | 臨時壩   |          | 運轉中 |
| 后里機組               | 法蘭西斯橫軸單流渦卷式水輪發電機         | 2        | 川流式發電   | 72.4             | 3.28                | 1          | 大安溪   | 臺中市后里區 | 1911年8月                 | 臨時壩   |          | 運轉中 |
| 后里示範電廠（代營運） | 貫流式水輪發電機                         | 1        | 川流式發電   | 3.6              | 4.3                 | 0.11       | 大安溪   | 臺中市后里區 | 1986年                    | 臨時壩   |          | 運轉中 |

## 水壩壩體
| 名稱         | 動工   | 竣工   | 水壩類型             | 壩高（公尺） | 壩長（公尺） | 壩體積（立方公尺） | 計畫容量（立方公尺） | 有效容量（立方公尺） | 集水區面積（平方公里） | 滿水位面積（公頃） | 水位標高（公尺） | 水壩圖片 | 備註                                     |
| ------------ | ------ | ------ | -------------------- | ------------ | ------------ | ------------------ | -------------------- | -------------------- | ---------------------- | ------------------ | ---------------- | -------- | ---------------------------------------- |
| 德基水庫大壩 | 1968年 | 1974年 | 混凝土雙曲線薄型拱壩 | 180          | 285          | 456,000            | 266,210,000          | 170,930,000          | 592                    | 454                | 1,400            |          |                                          |
| 志樂壩       |        |        |                      |              |              |                    |                      |                      |                        |                    |                  |          | 由志樂溪攔截引水後導流至德基水庫中儲蓄。 |
| 青山壩       | 1964年 | 1970年 | 混凝土重力壩         | 45           | 100          | 57,000             | 690,000              | 370,000              | 595.8                  | 5                  | 1,244            |          |                                          |
| 谷關壩       | 1957年 | 1961年 | 單向彎曲混凝土拱壩   | 85.1         | 149          | 77,770             | 17,100,000           | 4,340,000            | 686.2                  | 44.4               | 950              |          |                                          |
| 天輪壩       | 1952年 | 1956年 | 混凝土重力壩         | 48.2         | 91           | 88,000             | 824,000              | 366,000              | 760                    | 8.3                | 775              |          |                                          |
| 馬鞍壩       | 1996年 | 1998年 | 混凝土重力壩         | 23.5         | 229.5        | N/A                | 575,000              | 334,000              | 916.4                  | 19.9               | 547              |          |                                          |

## 新規劃機組

### 光明抽蓄水力發電計畫

#### 計畫該要
光明抽蓄水力發電計畫於1997年由台灣電力公司完成規劃，計畫以德基水庫作為上池，谷關水庫作為下池，以10.7公里之頭水隧道，將德基水庫蓄水送至台8線中橫公路光明橋附近設置之地下發電廠房，廠內裝設三部單機容量235MW可逆式豎軸法蘭西斯是水輪發電機，尾水排放回谷關水庫，該計畫完成規劃後即終止未實際施工。
2016年夏季，由於臺灣用電負載持續攀升，導致全島發電備轉容量率持續下探。加上近年環保意識與核能意識抬頭，使得大型火力發電廠以及核能發電廠興建及運轉不易。因此，行政院經濟部指示台灣電力公司，開始蒐集曾經探討過抽蓄水力發電計劃的報告書，探討重啟興建大型抽蓄水力發電廠以做為太陽能的儲能備用發電廠。其中，便包含光明計畫在內的翡翠水庫、石門水庫，以及南化水庫等6～7個廠址，預估投資金費將高達新臺幣500億元，並利用10年的時間完成興建。預計蒐集並彙整完成後，將送交至經濟部進行更進一步討論。
2022年4月光明抽蓄計畫，變更設計為兩部單機容量184MW的可逆式豎軸法蘭西斯式水輪發電機，總裝置容量由705MW降至368MW，該案由台電公司完成規劃，送交環境影響評估審查，會議結論送至第二階段審查評估。

#### 1997年規劃
| 名稱   | 發電機組型號           | 機組數量 | 發電方式 | 有效落差（公尺） | 單一機組用水量（CMS） | 容量（MW） | 位置         | 興建年代 | 狀態   |
| ------ | ---------------------- | -------- | -------- | ---------------- | --------------------- | ---------- | ------------ | -------- | ------ |
| 一號機 | 可逆式抽水水輪發電機組 | 1        | 抽蓄式   | 425公尺          | 62.6CMS               | 235MW      | 臺中市和平區 |          | 已取消 |
| 二號機 | 可逆式抽水水輪發電機組 | 1        | 抽蓄式   | 425公尺          | 62.6CMS               | 235MW      | 臺中市和平區 |          | 已取消 |
| 三號機 | 可逆式抽水水輪發電機組 | 1        | 抽蓄式   | 425公尺          | 62.6CMS               | 235MW      | 臺中市和平區 |          | 已取消 |

#### 2016年規劃
| 名稱   | 發電機組型號           | 機組數量 | 發電方式 | 有效落差（公尺） | 單一機組用水量（CMS） | 容量（MW） | 位置         | 興建年代 | 狀態   |
| ------ | ---------------------- | -------- | -------- | ---------------- | --------------------- | ---------- | ------------ | -------- | ------ |
| 一號機 | 可逆式抽水水輪發電機組 | 1        | 抽蓄式   | 425公尺          | 52CMS                 | 184MW      | 臺中市和平區 |          | 計畫中 |
| 二號機 | 可逆式抽水水輪發電機組 | 1        | 抽蓄式   | 425公尺          | 52CMS                 | 184MW      | 臺中市和平區 |          | 計畫中 |

## 相關
- 東勢線 - 因大甲溪發電計畫而興築的鐵道
- 臺灣電力公司
- 臺灣發電廠列表

## 外部連結
- （繁體中文）中區水資源局-水力發電
- （繁體中文）大甲溪發電廠（页面存档备份，存于）
- （繁體中文）台灣電力公司-大甲溪發電廠簡介（页面存档备份，存于）
- （繁體中文）台灣華文電子書庫-臺灣大甲溪水力發電計劃 （页面存档备份，存于）